# Coursetia weberbaueri
Coursetia weberbaueri är en ärtväxtart som beskrevs av Hermann August Theodor Harms. Coursetia weberbaueri ingår i släktet Coursetia, och familjen ärtväxter. Inga underarter finns listade i Catalogue of Life.